# Mario Veit
Mario Veit (Lauchhammer, 22 de diciembre de 1973) es un exboxeador alemán de peso supermediano.

## Aficionado
Mario Veit realizó un total de 91 peleas como aficionado, de las cuales ganó 70.
En 1994 ganó el título del campeonato alemán en peso mediano ligero con una victoria final sobre Markus Beyer.
En el mismo año también ganó la reconocida copa de química en Halle, también en la división de peso mediano ligero.
En la 7ª Copa del Mundo Junior en 1994 en Bangkok (Tailandia) fue eliminado en los cuartos de final contra Suthep Wongsunthorn.
En marzo de 1995 volvió a participar en la copa de química, pero esta vez cayó en las semifinales ante Markus Beyer. En junio de 1995 terminó segundo en la división de peso mediano en el Torneo Multi Nations en Liverpool .

## Carrera profesional
Mario Veit, inusualmente alto en su categoría de peso con 1,92 m, realizó su debut profesional el 23 de septiembre de 1995 a la edad de 21 años. Su entrenador fue Fritz Sdunek . Después de ganar 18 peleas, boxeó el 14 de noviembre de 1998 en Múnich por el título del campeonato internacional alemán en la división de peso supermediano contra el croata Branko Šobot (16-2) y ganó por unanimidad a los puntos.
Tras cinco victorias consecutivas, cuatro de ellas por KO, ganaba el 23 de octubre de 1999 en el Ballsporthalle en un combate por el campeonato intercontinental de la OMB en la división de peso supermediano, derrotando a su oponente estadounidense, Ray Domenge, por unanimidad a los puntos. Después de cinco victorias más, cuatro de las cuales fueron nocauts, se clasificó para un combate por el campeonato mundial de la OMB en la división de peso supermediano.
Veit se enfrentó al invicto campeón reinante, Joe Calzaghe (30-0), el 28 de abril de 2001 donde sufrió una derrota tras recibir KO en el primer asalto. A pesar de las ventajas de tamaño y alcance frente a su oponente Galés, cayó dos veces al comienzo de la pelea antes de que el árbitro la detuviera tras su tercera caída.
Después de seis victorias consecutivas, incluso contra Ahmet Oener, quien más tarde se hizo conocido como promotor de boxeo, se aseguró una victoria el 21 de diciembre de 2002 por KO contra el bielorruso Malik Dziarra (11-0) en el campeonato intercontinental de la FIB.
El 26 de abril de 2003 siguió ganando títulos, en esta ocasión el título de Unión Europea (EBU), al ganar en Schwerin a los puntos al español José María Guerrero (19-0).
El día 8 En mayo de 2004 boxeó en Dortmund por el título mundial interino de la OMB contra Kabary Salem (23-2) y se impuso a los puntos, en el combate se benefició de las deducciones de dos puntos contra Salem, puesto que Salem le había proporcionado sendos cabezazos.
Tras una victoria por puntos ante Lolenga Mock (22-8) y un KO ante Charles Brewer (40-9) tuvo otra oportunidad de conseguir el título de la OMB ante Joe Calzaghe (38-0). Pero, de nuevo, en esta pelea celebrada el 7 de mayo de 2005 en Braunschweig, Veit se encontró, en todo momento, con menos puntos antes de caer por primera vez en la quinta ronda y, finalmente, cayó en el sexto asalto por KO.
Logró una última y prestigiosa victoria el 27 de mayo de 2006 en Munich, cuando derrotó a su invicto compañero de escuadra, Jürgen Brähmer (27-0) por puntos y fue coronado con el título del campeonato internacional del CMB.
Después se enfrentó al ruso Denis Inkin (28-0), pero cayó por KO en el quinto asalto. La revancha contra Brähmer, el 15 de septiembre de 2007, se saldó con una derrota en el cuarto asalto. Este fue su último combate de boxeo.
Después de su carrera en el boxeo, trabajó como enfermero.